# Витица
Витица (Витик, Виттиза; умер в феврале 710) — король вестготов в 702—710 годах (с 698 года — в соправительстве с отцом).

## Биография
Витица был сыном Эгики и Киксило. В 698 году Эгика назначил его соправителем. Сначала в качестве области для управления ему было выделено бывшее королевство свевов (то есть Галисия) с резиденцией в Туе. Однако из-за плохого состояния здоровья короля Эгики Витица был вскоре вызван в Толедо. 15 ноября 701 году он был помазан на царство.
О правлении Витицы нам почти ничего не известно. Хроники выносят о нём прямо противоположные мнения. Мосарабская хроника отмечает, что «унаследовав отцовский престол, он проявил себя как человек вздорно-надменный, но милостивый в высшей степени и правил пятнадцать лет. Он принимал не только тех, кого его отец лишил доверия, но ради милости и тех даже, кто пребывал в ссылке, и восстановил положение мелких вассалов. Витица вначале дал повод для радости тем, что сократил размер обременительной дани, наложенной его отцом, и благочестиво, в качестве дара, возвратил земли тем, кто был с них изгнан. Наконец, он созвал всех в одно место и прилюдно сжёг все обязательства, кои его отец исторг у поданных нечестным путём. Он не только освободил невинных из прочных оков, но даже вернул им их вещи, а то, что было конфисковано казной, компенсировал из царских средств.».
Однако «Хроника Альфонсо III» утверждает, что «он был распутником и нечестивцем. Он не слушался советов. Он нарушал каноны. Он имел множество жён и наложниц. И чтобы предотвратить дурные толки о себе, он велел епископам, пресвитерам и диаконам взять жен.».
Около 701 года Пиренейский полуостров поразила очередная эпидемия, а между 707 и 709 годами множество людей стали жертвами голода и чумы. В этот период произошло значительное уменьшение населения Вестготского государства. Возможно, что в условиях обезлюдевания Испании, огромная масса священнослужителей, не имеющая потомства, не могла не волновать короля. В попытках хоть как-то восполнить народонаселение и были введены эти меры по возвращению изгнанников и разрешению духовному клиру иметь жён и детей.

Золотой триенс Витицы. Монетный двор Бракары (совр. Брага). Вес — 1.39 г Диаметр — 22 мм. Надпись на аверсе: IND IMN VVITIZA RX (Во имя Господа [сделал] Витица король). Надпись на реверсе: BRACARA PIVS (Бракара. Благочестивый)

Витица в целом продолжал курс своего отца. С одной стороны, он смягчил суровые меры Эгики. Была объявлена всеобщая амнистия, давшая возможность изгнанникам вернуться на родину. Амнистированным возвращалось их имущество и их подданные. Многим было возмещение из королевской казны. Возможно, речь шла о сторонниках Эрвига, а может быть, даже противниках Вамбы, которые столь сурово преследовались Эгикой. Это привело к некоторому сплочению знати вокруг короля. Может быть, курсом на такое сплочение обусловлен и созыв Витицей в 704 году XVIII Толедском соборе. Впрочем, говорить что-либо конкретное об этом соборе невозможно, так как его акты не сохранились. Однако с другой стороны, Витица, как и его отец, стремился укрепить свою власть, что в конце концов привело его к столкновению с той же знатью. Результатом стало возникновение заговора. Его возглавил Пелайо (Пелагий). Ещё отец Пелайо Фафила вступил в конфликт с Витицей. Возможно, что Фафила к тому времени был довольно опытным деятелем, и не исключено, что каким-то родственником короля, так что Эгика мог послать его в Галисию в качестве помощника или некого опекуна Витицы. Последний, однако, не собирался считаться с таким помощником, а тем более каким-либо образом подчиняться ему. Это, видимо, и стало причиной конфликта, в результате которого Витица убил Фафилу. Теперь сын выступил мстителем за отца. Правда, заговор провалился, и Пелайо был изгнан на север страны, в Астурию.
Похоже, он пытался передать королевскую власть своему несовершеннолетнему сыну Ахиле; аристократы, противостоявшие ему, были полностью разбиты и наказаны. Как утверждается в «Хронике Альфонсо III», Витица умер в Толедо естественной смертью на десятом году правления. В «Мосарабской хронике» сообщается о пятнадцати годах его правления, видимо, учитывая и годы его соправительства с отцом.
Однако, после смерти Витицы знать восстала против применения права престолонаследия. Ахила находился на севере, и вместо него над южными вестготами королём был провозглашен Родерих, герцог Бетики.